# Banque cantonale bernoise
La Banque Cantonale Bernoise SA (en allemand : Berner Kantonalbank AG ; marque : BEKB | BCBE), dont le siège se trouve à Berne, est la banque cantonale du canton de Berne en Suisse. La BCBE figure parmi les plus grandes banques cantonales de Suisse avec une somme du bilan (au 31 décembre 2018) de 30,6 milliards de francs suisses et près de 1 206 collaborateurs (1 000 emplois à plein temps). Fondée en 1834, elle compte parmi les plus anciennes banques cantonales. Depuis 1998, la BCBE est une société anonyme de droit privé. L'actionnaire majoritaire est le canton de Berne ; il exploite une banque cantonale en vertu de la Constitution du canton et assure la stabilité de l'actionnariat en détenant 51,5 % des actions.

## Histoire
Fondée en 1834, la « Banque cantonale de Berne » compte parmi les plus anciennes banques cantonales. Trois ans auparavant, les citoyens bernois ont approuvé une Constitution cantonale libérale. Parmi les nouveaux droits constitutionnels figure la liberté du commerce et de l'industrie. La libre entreprise peut ainsi se développer ; elle a cependant besoin d'une banque qui mette des ressources nécessaires au financement des entreprises. La banque cantonale fournit des prestations à différentes couches de la population, contribuant au développement de l'économie régionale. Au fur et à mesure, elle étoffe sa gamme de produits et de prestations.
En 1858, la Banque cantonale de Berne ouvre ses trois premières succursales, à Saint-Imier, à Berthoud et à Bienne. Un siècle plus tard, en 1958, la somme du bilan franchit pour la première fois le milliard de francs suisses.
En 1991, la « Banque cantonale de Berne » et la « Caisse hypothécaire du canton de Berne » fusionnent pour donner naissance à la Banque Cantonale Bernoise. Ce nouvel établissement « doit premièrement assumer le rôle d’une banque universelle moderne, deuxièmement exécuter des tâches d’ordre économique et social dans l’intérêt de la population et de l’État et, troisièmement, faire ses preuves sur le marché, en se montrant compétitive et capable de s’adapter aux nouvelles évolutions ».
Après la création du canton du Jura, quatre succursales passent en 1979 à la Banque cantonale du Jura, récemment fondée. En raison de la crise immobilière qui sévit au début des années 90, la Banque Cantonale Bernoise redéfinit sa politique d’affaires et de crédit. Elle avait accordé des crédits avant tout dans le secteur de la construction, qui d'après la nouvelle politique du crédit ne pouvaient plus être octroyés de la même manière voire n'auraient même pas dû être alloués. En 1993, la banque assainie est séparée de Dezennium-Finanz AG (DFAG). Les actifs qui ne correspondent pas à la nouvelle politique d’affaires et de crédit de la Banque Cantonale Bernoise sont transférés à DFAG. Le canton de Berne soutient le redressement de la Banque Cantonale Bernoise au cours des années suivantes, à hauteur de 1,45 milliard de francs suisses.
Depuis 1996, la banque utilise l'abréviation BEKB | BCBE et apparaît avec le logo actuel. Deux ans plus tard, la BCBE devient la première banque cantonale à adopter la forme juridique de la société anonyme. La nouvelle « Loi sur la société anonyme Banque Cantonale Bernoise » conduit à une séparation des responsabilités entre les propriétaires et la direction de la banque. La majorité des actions détenues par le canton de Berne a été réduite progressivement à 51,5 % au cours des années. Depuis, la BCBE a versé au canton près de 1,8 milliard de francs suisses de dividendes et d'impôts. Cinq ans après la dissolution de la Banque cantonale de Soleure, la BCBE ouvre en 1999 sa première succursale hors du canton de Berne, à Soleure. Cette même année, la BCBE, première banque cantonale de droit privé, fait coter ses actions nominatives à la SIX Swiss Exchange à Zurich.
En octobre 2020, la BPCE prend une participation de 25% dans Swiss Immo Lab, société spécialisée dans l'investissement dans de jeunes entreprises actives dans la numérisation du secteur immobilier et les technologies financières.

## Rapports de propriété
Le capital-actions de la BCBE est détenu à raison de 51,5 % par le canton de Berne et de 48,5 % par des actionnaires privés. La BCBE compte environ 54 000 actionnaires et figure ainsi parmi les dix sociétés suisses comptant le plus grand nombre d’actionnaires.

## Activités
La BCBE est une banque universelle dont les activités principales sont des prestations bancaires de base standard, le financement de biens immobiliers, le financement d’entreprises et le Private Banking. La banque axe ses activités sur deux segments de clientèle, à savoir d’une part, la clientèle privée et la clientèle commerciale, en particulier les petites et moyennes entreprises, d’autre part, la gestion de fortune pour les clientèles privée et institutionnelle.
La banque compte 60 succursales dans les cantons de Berne et de Soleure.
La BCBE axe sa stratégie de risque faible  sur le succès à long terme et sur la création de valeur ajoutée durable. Par exemple, elle fixe ses objectifs sur dix ans et son objectif de rendement à long terme entre 2 % et 4 % au-dessus d’un placement exempt de risque.

## Garantie de l'État
Jusqu'en 2005, la BCBE jouissait, à l'instar de toutes les autres banques cantonales suisses quand elles ont été créées, d'une garantie de l'État illimitée du canton de Berne. Cette garantie de l’État a fait l'objet de pressions politiques dans le canton de Berne ; elle a été progressivement réduite à partir de 2006, avant d'être complètement supprimée. Dans un premier temps, elle a été réduite aux fonds d’épargne à concurrence de 100 000 francs suisses (par client) et aux  emprunts obligataires. La suppression définitive de la garantie de l’État a eu lieu fin 2012. Pour les emprunts qui ont été émis avant cette date, la garantie de l’État reste en vigueur jusqu’à l’échéance. La garantie de l'État du canton de Berne est indépendante du fonds de garantie des dépôts des banques suisses et des négociants en valeurs mobilières. [2] La BCBE est affiliée à la garantie des dépôts qui rembourse les avoirs épargnés jusqu’à concurrence de 100 000 francs suisses par client. 

## Chiffres-clés
- Bénéfice de l'exercice en 2018 (en millions CHF) : 140,8[3]
- Somme du bilan au 31 décembre 2018 (en milliards CHF) : 30,6
- Valeurs patrimoniales sous gestion (valeurs en dépôt) au 31 décembre 2018 (en millions CHF) : 17,5
- Prêts à la clientèle au 31 décembre 2018 (en millions CHF): 23,6
- Contributions aux pouvoirs publics en 2016 (en millions CHF) : 57,0
- Effectif du personnel au 31 décembre 2018 (équivalent plein temps) : 1000
- Succursales : 60 succursales
- Ratio de fonds propres globaux Bâle III : 18,6 %
- Rating de l'agence Moody's: Aa1 (état : mars 2019)